# Heliophanus pratti
Heliophanus pratti är en spindelart som beskrevs av Peckham, Peckham 1903. Heliophanus pratti ingår i släktet Heliophanus och familjen hoppspindlar. Inga underarter finns listade i Catalogue of Life.